# 1995 WA42
1995 WA42 är en asteroid i huvudbältet som upptäcktes den 22 november 1995 av Oak Ridge-observatoriet.